# Gladzor
Pour l’article homonyme, voir Gladzor (Vayots Dzor).
Gladzor ou Glajor (en arménien Գլաձոր) est un monastère arménien situé dans le marz de Vayots Dzor, en Arménie. Aux XIIIe et XIVe siècles, ce monastère est un centre universitaire et de production de manuscrits enluminés de premier plan en Arménie zakaride.

## Histoire
Fondé sous les auspices des princes Prochian et placé sous leur patronage, le monastère est un haut-lieu de la culture de l'Arménie zakaride au XIIIe siècle : son université (hamalsaran) est déjà florissante dans les années 1260 selon Vardan Areveltsi et atteint son apogée sous ses deux célèbres vardapet, Nersès de Mouch (de 1280 à 1284) et Yesayi de Nitch (de 1284 à 1338), entourés de plusieurs rabounapet (« chefs de docteurs »). Elle va jusqu'à compter plus de 300 élèves certaines années (dont certains viennent de Cilicie), et est qualifiée de « seconde Athènes » par les contemporains ; cette université « presque contemporaine d'un des centres principaux de la pensée européenne, l'université de Paris, pouvait rivaliser avec cette dernière autant sur le plan de la formation culturelle que par la richesse de sa bibliothèque et la diversité des matières enseignées ». Le monastère, fief de la lutte contre l'influence de l'Église catholique, axe une grande partie de ses cours sur l'exégèse biblique.
Après la mort de Yésayi, l'université est déplacée à Tatev. Quant au monastère, il ne survit pas à la période mongole ; son emplacement exact reste inconnu. L'identification à Tanahat est à cet égard parfois retenue.

## Production de manuscrits
Gladzor est également connu pour ses manuscrits et ses miniatures : y ont notamment été formés Momik, Toros de Taron ou Avag. Seuls soixante-neuf des manuscrits qui y ont été réalisés ont été conservés, dont le fameux Évangile de Gladzor (Université de Californie à Los Angeles, Ms. Arm. 1) ; à la différence d'autres centres, la production est essentiellement destinée à l'enseignement dispensé au monastère.